# Katalon Studio
Katalon Studio là một giải pháp kiểm thử tự động được phát triển bởi Katalon LLC. Phần mềm này được xây dựng dựa trên các khung tự động hóa nguồn mở Selenium, Appium với giao diện IDE chuyên dụng để kiểm thử ứng dụng web, API, di động và máy tính để bàn. Bản phát hành đầu tiên để sử dụng nội bộ là vào tháng 1 năm 2015. Bản phát hành công khai đầu tiên là vào tháng 9 năm 2016. Năm 2018, phần mềm đã giành được 9% thâm nhập thị trường trong lĩnh vực kiểm thử tự động giao diện người dùng, theo Báo cáo về tình hình kiểm thử năm 2018 của SmartBear.
Katalon được công nhận là Sự lựa chọn của khách hàng trong lĩnh vực kiểm thử tự động phần mềm của Gartner Peer Insights tháng 3 năm 2019 và tháng 3 năm 2020.

## Sản phẩm
Katalon Studio cung cấp giao diện có thể hoán đổi kép để tạo các trường hợp kiểm thử: chế độ xem thủ công cho người dùng ít kỹ thuật hơn và chế độ xem tập lệnh hướng tới kiểm thử viên có kinh nghiệm để tạo ra các kiểm thử tự động với đánh dấu cú pháp và hoàn thành mã thông minh.
Katalon Studio theo mô hình Mô hình Đối tượng Trang. Các thành phần GUI trên ứng dụng web, di động và máy tính để bàn có thể được ghi lại bằng tiện ích ghi và lưu trữ vào Object Repository (kho lưu trữ đối tượng), có thể truy cập và sử dụng lại trong các trường hợp kiểm thử khác nhau.
Các trường hợp kiểm thử có thể được cấu trúc bằng cách sử dụng các bộ kiểm thử với các biến môi trường. Thực thi kiểm thử có thể được tham số hóa và song song hóa bằng cách sử dụng profile (hồ sơ).
Việc thực thi từ xa trong Katalon Studio có thể được kích hoạt bởi các hệ thống CI thông qua container Docker hoặc giao diện dòng lệnh (CLI).
Từ phiên bản 7.4.0, người dùng có thể thực thi các trường hợp kiểm thử từ các dự án Selenium, cùng với việc di chuyển trước đó từ TestNG và JUnit sang Katalon Studio.

## Công nghệ
Khung tự động hóa kiểm thử cung cấp trong Katalon Studio được phát triển với cách tiếp cận dựa trên từ khóa như là phương pháp tạo ra kiểm thử chính cùng với chức năng dựa trên dữ liệu để thực thi kiểm thử.
Giao diện người dùng là một môi trường phát triển tích hợp hoàn chỉnh (IDE) được triển khai trên nền tảng trình khách phong phú Eclipse (RCP).
Các thư viện từ khóa là tổng hợp của các hành động phổ biến để kiểm thử web, API và di động. Các thư viện bên ngoài được viết bằng Java có thể được nhập vào một dự án để sử dụng thành các hàm gốc.
Ngôn ngữ lập trình chính được sử dụng trong Katalon Studio là Groovy và Java.. Katalon Studio hỗ trợ thực thi kiểm thử đa môi trường dựa trên Selenium và Appium.
Công nghệ hỗ trợ
- Các công nghệ web hiện đại: HTML[13], HTML5, JavaScript[14], Ajax[15], Angular[16]
- Các nền tảng ứng dụng máy tính để bàn Windows[17]: Universal Windows Platform (UWP), Windows Forms (WinForms), Windows Presentation Foundation (WPF) và Windows cổ điển (Win32)
- Kiểm thử đa trình duyệt: Firefox, Chrome, Microsoft Edge, Microsoft Edge (Chromium), Internet Explorer (9,10,11), Safari, các trình duyệt không có giao diện người dùng[18]
- Ứng dụng dành cho thiết bị di động: Android và iOS (Ứng dụng gốc và ứng dụng web dành cho thiết bị di động)[19]
- Dịch vụ web: RESTful và SOAP[20]

Yêu cầu hệ thống
Hệ điều hành: Windows 7, Windows 8, Windows 10, macOS 10.11+, Linux (dựa trên Ubuntu)

## Giấy phép
Katalon Studio ban đầu là phần mềm miễn phí. Tháng 10 năm 2019, Katalon đã giới thiệu một bộ sản phẩm mới với giấy phép độc quyền trong lần phát hành thứ bảy. Các sản phẩm và giấy phép mới bao gồm Katalon Studio (miễn phí), Katalon Studio Enterprise và Katalon Runtime Engine, để các nhóm và dự án có độ phức tạp khác nhau có thể phân bổ linh hoạt về ngân sách, giấy phép và khả năng mở rộng.

## Sản phẩm liên quan

### Katalon TestOps
Katalon TestOps là một ứng dụng dựa trên nền web cung cấp dữ liệu kiểm thử trực quan và kết quả thực thi thông qua các biểu đồ, đồ thị và báo cáo. Các tính năng chính của nó bao gồm lưới thực thi, báo cáo nâng cao, giám sát và cảnh báo, và phân tích AI. Katalon TestOps có thể được tích hợp với Jira và các công cụ CI/CD khác.
Katalon TestOps ban đầu được phát hành dưới dạng Katalon Analytics vào tháng 11 năm 2017. Tháng 10 năm 2019, Katalon chính thức đổi tên thành Katalon TestOps. Nó hiện đang có sẵn với phiên bản beta.

### Katalon Recorder
Katalon Recorder là một tiện ích bổ sung cho trình duyệt để ghi lại hành động của người dùng trong các ứng dụng web và tạo tập lệnh kiểm thử. Katalon Recorder hỗ trợ cả Chrome và Firefox. Katalon Recorder hoạt động giống như tiện ích ghi của Katalon Studio, nhưng nó cũng có thể thực thi các bước kiểm thử và xuất tập lệnh kiểm thử bằng nhiều ngôn ngữ như C#, Java và Python.

### Katalium
Katalium là một khung cung cấp thiết kế cho các dự án tự động kiểm thử dựa trên Selenium và TestNG. Khung được xây dựng để giúp người dùng vẫn cần làm việc với TestNG và Selenium nhanh chóng thiết lập các trường hợp kiểm thử.
Katalium Server là một thành phần của khung Katalium. Nó là một tập hợp các cải tiến để cải thiện trải nghiệm người dùng với Selenium Grid. Katalium Server có thể được chạy như một máy chủ độc lập (đơn) trong chế độ phát triển.
Cả Katalium Framework  và Katalium Server  đều được làm thành mã nguồn mở.

## Katalon Store
Katalon Store đóng vai trò là nền tảng cho kiểm thử viên và nhà phát triển cài đặt các sản phẩm bổ sung (hoặc 'plugin') và thêm nhiều tính năng hơn và tối ưu hóa các chiến lược kiểm thử tự động trong Katalon Studio. Người dùng có thể cài đặt, quản lý, xếp hạng và viết đánh giá cho các plugin.
Trong Katalon Store, các plugin được cung cấp theo ba loại chính: Tích hợp, Từ khóa tùy chỉnh và Tiện ích. Katalon Store cũng cho phép người dùng xây dựng và đăng các plugin của riêng họ.

## Tích hợp
Katalon Studio có thể được tích hợp với các sản phẩm phần mềm khác, bao gồm:
- Quản lý vòng đời phát triển phần mềm (SDLC): Jira,[36] TestRail,[37] qTest,[38] và TestLink
- Tích hợp CI/CD: Jenkins,[39] Tre,[40] TeamCity,[41] CircleCI, Azure DevOps,[42] và Travis CI
- Hợp tác nhóm: Git, Slack,[43] và Microsoft Teams[44]
- Hỗ trợ nền tảng thực thi: Selenium, BrowserStack,[45] SauceLabs,[46] LambdaTest,[47] và Kobiton[48]
- Kiểm thử trực quan: Applitools[49]